# Антей
Анте́й (дав.-гр. ὁ Ἀνταίος) — в давньогрецькій міфології велетень, син бога моря Посейдона і богині землі Геї, найвродливіший і наймогутніший поміж гігантами. Був нездоланний, доки торкався матері-Землі, від якої черпав нові сили. Жив у Лівії, змушував мандрівників боротися з ним. Антея здолав Геракл: відірвав від Землі і задушив. Цю сцену було зображено на фронтоні храму Геракла у Фівах.
Образ Антея є символом наснаги й сили, що їх дає людині зв'язок з рідною землею, з рідним народом.
Ім'ям Антей в КБ Олега Антонова було названо транспортний літак Ан-22